# ديرامة

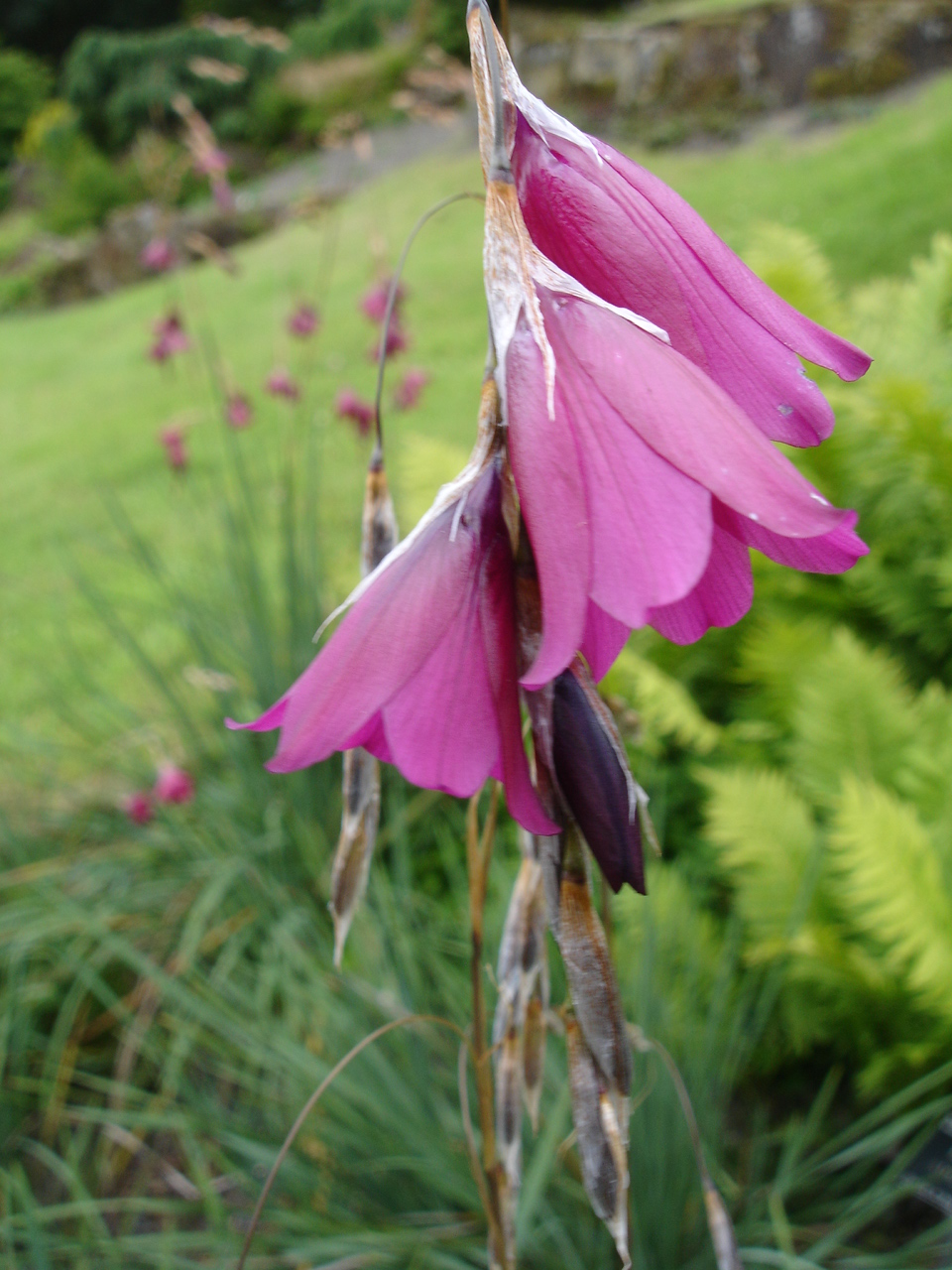
Dierama dracomontanum

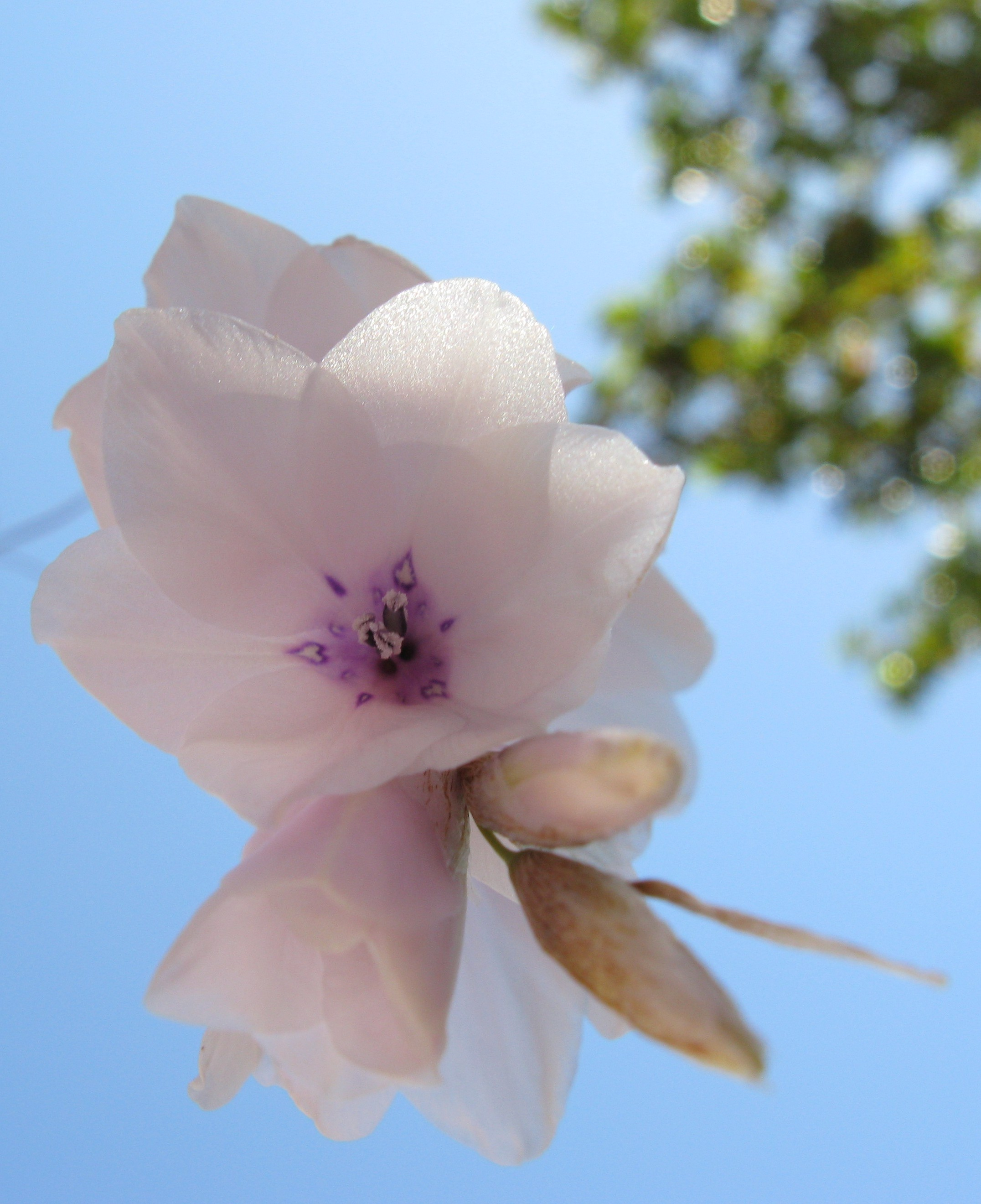
ديرامة متدلية الزهر

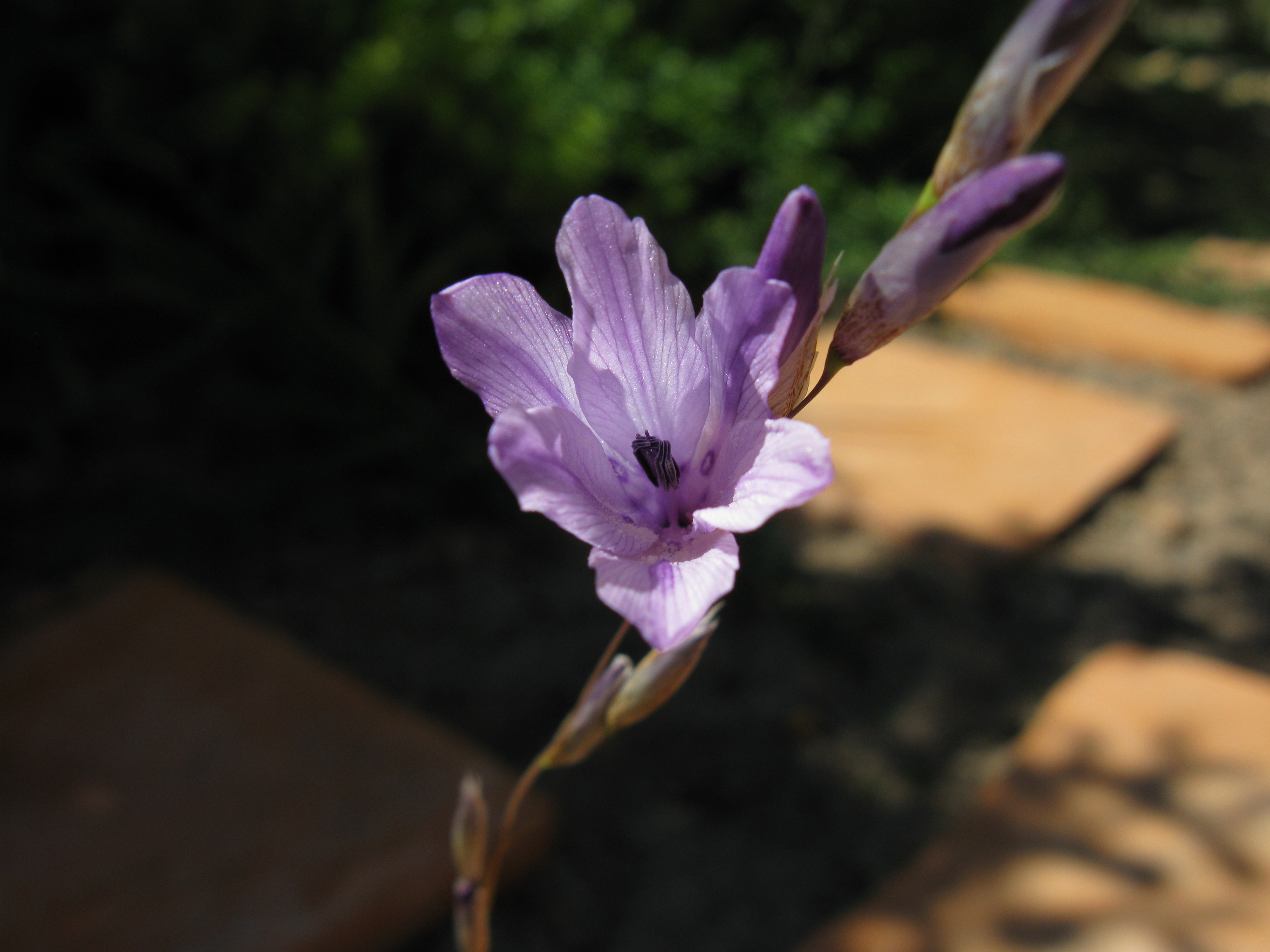
Dierama nixonianum

دِيرَامَة هو جنس من النباتات المزهرة في الفصيلة السوسنية مهدهاإفريقيا ، ويوجد معظم أنواعه في المناطق الجنوبية من القارة. مركز المنشأ هو مقاطعة كوزلو نتال في شرق جنوب إفريقيا. تزرع للتزيين في الحدائق التي لا تخشى شدة القر.

## الأنواع
من أنواعها:
- ديرامة متدلية الزهر
- ديرامة فاخرة